# La sciantosa
La sciantosa ist ein italienischer Fernsehfilm des Regisseurs Alfredo Giannetti, der 1970 vom italienischen Fernsehsender RAI produziert wurde. Bei dem Film handelt es sich um den ersten Teil der dreiteiligen Miniserie „Tre donne“. Er wurde erstmals am 26. September 1971 im italienischen Fernsehen ausgestrahlt. TV-Premiere der deutschen Synchronfassung war am 20. Oktober 1974 unter dem Titel „Chansonette“ im DDR-Fernsehen.

## Handlung
Während des Ersten Weltkriegs erhält Flora Bertuccioli, in die Jahre gekommene Diva des Café-concert, aufgrund des Krieges ohne Engagement und verarmt, das Angebot, für an der Front eingesetzte Soldaten zu singen.
Flora und ihre Assistentin Cristina werden am Bahnhof von dem jungen neapolitanischen Soldaten Tonino Apicella abgeholt. Er fährt die Damen zum Armeestützpunkt und stellt ihnen dort sein improvisiertes Orchester vor.
Flora betritt die Bühne in Figur der Italia, mit einer Krone und in eine italienische Flagge gehüllt. Als sich der Vorhang öffnet und sie die schweren Verletzungen einiger Soldaten sieht, kann sie allerdings das eigentlich vorgesehene Marschlied nicht singen. Nach zwei erfolglosen Versuchen, sie zum Marschlied zu bewegen, weist Tonino auf Wunsch Floras die Band an, „'O surdato 'nnammurato“ zu spielen. Mit dem Ende des Liedes bricht Flora zusammen. Nach der Aufführung wird der Stützpunkt angegriffen. Tonino hilft Flora aus dem Gebäude. Flora und Cristina werden getrennt. Gegen Ende des Films opfert sich Flora, indem sie Tonino vor einem feindlichen Flugzeug schützt, das auf sein Auto schießt.

## Darsteller und Charaktere
- Anna Magnani Flora Bertucciolli, alias Flora Torres
- Massimo Ranieri: Tonino Apicella
- Rosita Pisano: Cristina
- Nico Pepe: Saporetti
- Mario Molli: Biagio
- Peppino Mangione: Major Boldrini
- Renato Romano: Hauptmann Acerbi
- Carlo Dori: Der Schriftsteller
- Francesco D’Amato: Der unbewaffnete Offizier
- Nino Drago: Lt. Malaspina
- Benito Artesi: Der Adjutant
- Vittorio Fanfoni: Mion
- Luigi Barbini: Der römische Soldat
- Ennio Peres: Cesetti
- Roberto Della Casa: Der Fotograf
- Antonio Puddu: Der Telefonist
- Franca Haas: Die Klavierlehrerin
- Nino Formicola: Der Gerichtsvollzieher
- Luigi Uzzo: Mitglied des Orchesters
- Gigio Morra: Mitglied des Orchesters
- Sergio Valentini: Mitglied der Orchestrina
- Gianfranco Barra: Mitglied des Orchesters

## Trivia
- Obwohl der Film in Farbe gedreht wurde, wurden die Sendungen der RAI damals noch in Schwarz-Weiß ausgestrahlt, da sie erst 1977 auf Farbfernsehen umgestellt wurde.[5]
- Massimo Ranieri, der die Hauptrolle des Tonino spielte, griff in der Sendung „Qui e adesso“[6] vom 3. Dezember 2020 die Szene mit Anna Magnani auf, in der sie das Lied 'O surdato 'nnammurato sang. Nach seiner Darstellung musste er während der Dreharbeiten im Jahr 1970 beim Refrain Oje vita, oje vita mia weinen, als Anna Magnani vor ihm auf der Bühne stand und auf neapoletanisch  sang[7]. 50 Jahre später interpretierte er das Lied 'O surdato 'nnammurato' in der Sendung zusammen mit Cristiana Dell’Anna in Anlehnung an die Szene mit Anna Magnani neu.[8]